# Welcome Home (1989)
Welcome Home is een Amerikaans-Britse dramafilm uit 1989 onder regie van Franklin J. Schaffner.

## Verhaal
Een dood gewaande luchtmachtofficier woont al zeventien jaar met zijn nieuwe vrouw en kinderen in Cambodja. Hij keert terug naar de Verenigde Staten, waar hij zijn eerste vrouw aantreft met een nieuwe man.

## Rolverdeling
| Acteur              | Personage      |
| ------------------- | -------------- |
| Kris Kristofferson  | Jake           |
| JoBeth Williams     | Sarah          |
| Sam Waterston       | Woody          |
| Brian Keith         | Harry Robins   |
| Thomas Wilson Brown | Tyler          |
| Trey Wilson         | Kolonel Barnes |
| John Marshall Jones | Dwayne         |
| Ken Pogue           | Senator Camden |
| Kieu Chinh          | Leang          |
| Matthew Beckett     | Kim            |
| Jessica Ramien      | Siv            |
| Larry Reynolds      | Dr. Quayle     |
| Nancy Beatty        | Vrouw          |
| Drew Comin          | Jongetje       |
| Gene Clark          | Wallace        |